# Attack All Around
Attack All Around (também conhecido como AAA ou Triple A) é um grupo misto de J-pop que estreou em 14 de setembro de 2005, com o single "BLOOD on FIRE", pela gravadora Avex Trax. O grupo foi formado por meio de audições da gravadora e inicialmente, consistia em cinco garotos e três garotas, os quais tinham experiências prévias como atores de comerciais e/ou dançarinos de outras estrelas da música japonesa, como a cantora Ayumi Hamasaki e a atriz Ami Suzuki.

## História

### Início
O AAA estava previsto para ser composto por seis membros. Inicialmente, os integrantes seriam Nishijima Takahiro, Urata Naoya, Sueyoshi Shuta, Atae Shinjiro, Hidaka Mitsuhiro e Uno Misako como a única garota. Posteriormente, a Avex decidiu incluir mais duas garotas: Ito Chiaki e Goto Yukari. Como os dois primeiros singles (BLOOD on FIRE e Friday Party) foram preparados com os seis cantores selecionados anteriormente, Chiaki e Yukari são ouvidas apenas no refrão das canções.
No dia 11 de junho de 2007, Goto Yukari deixou o grupo por problemas de saúde. Desde então, o grupo se apresenta com apenas 7 membros: Nishijima, Urata, Sueyoshi, Atae, Hidaka, Uno e Ito.
Em 1 de março de 2017, Ito Chiaki deixou o grupo devido ao seu casamento e a sua gravidez. Desde então, o grupo se apresenta com apenas 6 membros: Nishijima, Urata, Sueyoshi, Atae, Hidaka, Uno.
A formação do grupo tem mudado diante dos novos singles, mas mantendo sempre como no início.
Cada integrante tem como apresentação um panda de cor diferente, que normalmente usam nos shows. A ideia dos pandas veio desde o início da banda. A representação dos pandas de cada integrante são:
Panda Roxo: Misako Uno.
Panda Azul: Shinjiro Atae.
Panda Amarelo: Mitsuhiro Hidaka.
Panda Laranja: Takahiro Nishijima.
Panda Rosa: Shuta Sueyoshi.
Panda Verde: Naoya Urata.

### Lançamento
No verão de 2005, a Avex Trax anunciou a estreia de uma banda muito especial de j-pop. Por esse motivo, AAA teve um lançamento muito badalado. Logo no primeiro trimestre, de setembro a dezembro, eles produziram um single a cada mês junto de um livro de fotos. Em janeiro, chegou às lojas japonesas o primeiro álbum do grupo, ‘ATTACK’.
Com todos os anúncios e lançamentos antecedentes, o AAA não teve oportunidades de realizar apresentações ao vivo antes da produção do primeiro álbum. Contudo, como cada um de seus singles representa um diferente gênero musical, não ocasionou problemas com vendas.

### Expectativas
No começo da carreira, os ensaios de dança do grupo AAA eram os mais puxados. Alongamentos, acrobacias, equilíbrio e todos os tipos de dança. O grupo AAA foi o mais esperado do ano de 2005 no Japão e não somente nele. As expectativas no grupo foram grandes. As vendas dos primeiros CD foram grandes. Assim como era esperado fizeram grande sucesso.

### Prêmios
AAA já foi possuidor de muitos prêmios em sua carreira. Em 2010 AAA ganhou o prêmio de show mais divertido do ano. O grupo é conhecido por interagir muito com os fãs, o show foi cheio de iluminações e efeitos, sendo possuidores do Premium Award Party onde cantaram todas as músicas desde 2005. Estão promovendo o show 777, onde transmitem o 7 anos, 7 integrantes e aniversário da banda.

## Discografia

### Singles
- [14.09.2005] Blood on Fire
- [05.10.2005] Friday Party
- [16.11.2005] Kirei na Sora
- [07.12.2005] Dragon Fire
- [15.02.2006] Hallelujah
- [23.03.2006] Shalala Kibou no Uta
- [31.05.2006] Hurricane Lili, Boston Mari
- [12.07.2006] Soul Edge Boy/Kimono Jet Girl
- [30.08.2006] Let it Beat!
- [06.09.2006] "Q"
- [15.11.2006] Chewing Gum
- [06.12.2006] Black & White
- [18.04.2007] Get Chuu!/She no Jijitsu
- [16.05.2007] Kuchibiru Kara Romantica/That's Right
- [18.07.2007] Natsumono
- [19.09.2007] Red Soul
- [09.01.2008] Mirage
- [28.05.2008] Beyond ~karada no kanata~
- [27.08.2008] Music!!!/ZerØ
- [12.01.2009] Tabidachi no Uta
- [29.07.2009] Break Down/Break Your Name/Summer Revolution
- [21.10.2009] Hide-away
- [27.01.2010] Heart and Soul
- [2010.05.05] Dream After Dream ~Yumekara Sameta Yume~/Aitai Riyuu
- [2010.08.18] Makenai Kokoro
- [2010.11.17] Paradise/Endless Fighters
- [2011.02.16] Daiji na Koto
- [2011.06.22] No Cry No More
- [2011.08.31] CALL/I4U
- [2011.11.16] Charge & Go/Lights
- [2012.02.22] Sailing/Wishes
- [2012.04.23] Still Love You
- [2012.06.29] We can sing a song ~~ 777
- [2012.10.31] Niji
- [2013.01.23] Miss You/Hohoemi no Saku Basho
- [2013.03.13] Party It Up
- [2013.06.26] Love is in The Air
- [2013.09.04] Koi Oto to Amazora
- [2014.02.26] Love
- [2014.03.26] Show Time
- [2014.04.16] Hands
- [2014.07.02] Wake Up!
- [2014.09.17] Sayonara no Mae Ni
- [2015.01.28] I'll be There
- [2015.02.25] Lil' Infinity
- [2015.03.25] Boku no Yuutsu to Fukigen na Kanojo
- [2015.04.22] Game Over?
- [2015.05.27] Ashita no Hikari
- [2015.06.24] Flavor of Kiss
- [2015.07.29] Lover
- [2015.09.16] Aishiteru no ni, Aisenai
- [2016.06.08] New
- [2016.07.06] Yell
- [2016.10.05] Namida no Nai Sekai
- [2017.02.08] Magic
- [2017.07.05] No Way Back
- [2017.10.18] LIFE

### Compilações de singles
- [21.03.2007] Climax Jump - AAA DEN-O Form
- [21.03.2007] Izayuke Wakataka Gundan 2007 - Fukuoka SoftBank Hawks with AAA
- [21.11.2007] AAA - Otoko Dake Dato,... Kounarimashita!

### Álbuns
- [01.01.2006] Attack
- [23.03.2006] Remix Attack (álbum de remixes)
- [01.01.2007] All
- [07.02.2007] CCC: Challenge Cover Collection (álbum cover)
- [19.09.2007] Around
- [05.03.2008] Attack All Around (compilação)
- [11.02.2009] depArture
- [04.03.2009] AAA Remix: Non-Stop All Singles (álbum de remixes)
- [17.02.2010] Heartful
- [16.02.2011] Buzz Communication
- [2011.09.14] BEST ALBUM 『#AAABEST』
- [2012.03.21] Another Side Of #AAABEST
- [2012.08.22] 777 -Triple Seven-
- [2013.03.13] Ballad Collection
- [2013.09.18] Eighth Wonder
- [2013.12.25] Driving MIX
- [2014.10.01] Gold Symphony
- [2015.09.16] AAA 10th Anniversary Best
- [2017.02.22] Way Of Glory

### Mini álbuns
- [01.01.2006] Attack
- [13.09.2006] All/2
- [21.03.2007] alohAAA!
- [18.06.2008] Choice Is Yours

### DVD's
- [23.03.2006] AAA 1st ATTACK at SHIBUYA-AX
- [13.09.2006] AAA 2nd ATTACK at Zepp Tokyo
- [01.01.2007] AAA 1st Anniversary Live -3rd ATTACK 060913- at BUDOUKAN
- [21.03.2007] Channel@×AAA
- [15.05.2007] Theater of AAA ～Bokura no Te～(FC)
- [18.07.2007] AAA TOUR 2007 4th ATTACK at SHIBUYA-AX on 4th of April
- [09.01.2008] AAA 2nd Anniversary Live -5th ATTACK 070922 - at BUDOUKAN
- [15.03.2008] PPP -Premium Performance Party ~(FC)
- [27.08.2008] AAA TOUR 2008 -ATTACK ALL AROUND- at NHK HALL on 4th of April
- [22 e 23.09.2008] 3rd Anniversary Live 080922-080923 NIPPON BUDOKAN
- [28 e 29.04.2009] AAA TOUR 2009 -A depArture pArty-
- [22.09.2009] AAA 4th Anniversary LIVE 090922 at Yokohama Arena
- [2010.09.29] AAA Tour 2010: Heart to ♥
- [2011.11.16] DVD「AAA Buzz Communication TOUR 2011 Deluxe Edition」
- [2012.02.22] AAA 6th Anniversary Tour 2011.9.28 at Zepp Tokyo
- [2013.02.13]  AAA TOUR 2012 -777- TRIPLE SEVEN